# North Sydney Council
North Sydney Council är en region i Australien. Den ligger i delstaten New South Wales, i den sydöstra delen av landet, nära delstatshuvudstaden Sydney. Antalet invånare är 69 248. Arean är 10,9 kvadratkilometer.
Följande samhällen finns i North Sydney:
- Neutral Bay
- Wollstonecraft
- Cammeray
- North Sydney
- St Leonards
- Kirribilli
- Crows Nest
- Milsons Point
- Cremorne Point
- Cremorne
- Kurraba Point

Runt North Sydney är det i huvudsak tätbebyggt. Genomsnittlig årsnederbörd är 1 380 millimeter. Den regnigaste månaden är februari, med i genomsnitt 200 mm nederbörd, och den torraste är juli, med 36 mm nederbörd.